# Линия Тюо (Скорая)
Линия Тюо (Скорая) (яп. 中央線快速 тю:о: сэн кайсоку) — железнодорожная линия японского железнодорожного оператора East Japan Railway Company, протянувшаяся от станции Токио, расположенной в специальном районе Тиёда, Токио до станции Такао в городе Хатиодзи,Токио.

## История
Большая часть путей линии была построена компанией «Kōbu Railway» и позже национализирована в 1906 году.
Электрички начали ходить по линии в 1904 году, а к 1930 году линия была полностью электрифицирована. В 1933 году два дополнительных пути были проложены на участке от станции Отяномидзу до станции Иидамати (позже была закрыта) для того чтобы завершить четырёхпутную секцию между Отяномидзу и Накано. По этим дополнительным путям ходили экспрессы (яп. 急行電車 кю:ко: дэнся), которые проезжали все станции кроме Ёцуя и Синдзюку. Скорое сообщение было переименовано в "Rapid" (яп. 快速 кайсоку) в марте 1961 года.
Первоначально скорые поезда ходили только в часы пик по будним дням. По выходным скорые поезда начали ходить с 5 марта 1944 года, дневное обслуживание было начато 9 ноября 1959 года, но до 28 апреля 1966 года было только по будним дням.
Станция Мансэнбаси, располагавшаяся между станциями Канда и Отяномидзу была закрыта в 1943 году. К востоку от Такао только две станции были открыты после начала скорого сообщения, это Ниси-Хатиодзи (в 1939 году) и  Ниси-Кокубундзи (в 1973 году).
- 20 августа, 1979: Электрички серии 201 series представлены на линии
- 16 марта, 1991: ПоявилисьOhayō Liner Takao/Ōme и Home Liner Takao/Ōme
- 10 апреля, 1993: Ōme Special Rapid стал останавливаться на станции Кокубундзи; появился тип обслуживания Commuter Special Rapid
- 5 октября, 2005: Появились женские вагоны
- 26 декабря, 2006: Электрички E233 series представлены на линии

Линия известна высоким количеством самоубийств, скорее всего по причине того что поезда очень быстро проезжают станции на которых не останавливаются.

## Виды обслуживания
Многие составы продолжают движение далее по линии Тюо до станции Оцуки. Подробности в статье Линия Тюо. Так же, составы не останавливаются на некоторых станциях на участке от станции Отяномидзу до станции Накано. Информация по станциям на этом участке в статье Линия Тюо-Собу.
Линия использует два пути на четырёхпутном участке от станции Отяномидзу до станции Митака. После станции Митака линия становится двухпутной. На линии присутствуют следующие виды обслуживания:
Rapid
Этот тип самый распространённый на линии; составы останавливаются на всех станция к западу от Накано кроме выходных и праздников, когда не останавливаются на станциях Асагая, Коэндзи, или Ниси-Огикубо.  Цвет оранжевый. (■).
Chūō Special Rapid · Ōme Special Rapid
4 состава в час не в часы пик, останавливается на нескольких станциях на участке между станциями Токио и  Татикава,и на всех станциях к западу от станции Татикава. Chūō Special Rapid движется по линии Тюо до станций Такао и Оцуки, в то время как Ōme Special Rapid переходит на линию Омэ. Цвета — синий (■) для Chūō Special Rapid и зелёный (■) для Ōme Special Rapid.
Commuter Rapid
По вечерам в будние дни. Цвет фиолетовый (■). Останавливается на тех же остановках что и Chūō Special Rapid, а также на станциях Огикубо и Китидзёдзи.
Commuter Special Rapid
По утрам в будние дни от станции Токио;два состава от станции Оцуки, два состава от станции Омэ и один от станции Такао. Цвет — розовый (■).

### Chūō/Ōme Liners
«Chūō Liner» и «Ōme Liner» ходят только по будням в часы пик. «Chūō Liner» — один состав от станции Такао по утрам, и 6 составов от станции Токио до станций Хатиодзи и Такао вечером. «Ōme Liner» — один состав от станции Омэ по утрам, и 2 состава от станции Токио вечером. В отличие от остальных, за проезд в данных экспрессах взимается дополнительная плата. Места не зарезервированные, тем не менее количество проданных билетов ограничено количеством мест.
Chūō Liner останавливается на станциях: Токио - Синдзюку - Хатиодзи - (Такао)
Ōme Liner останавливается на станциях: Токио - Синдзюку - Татикава - Хайдзима - Кабэ - Омэ

## Станции
- Все станции расположены в Токио.
- Информация а станциях к западу от Такао в статье Линия Тюо.

Легенда
- ●・○: Останавливаются все поезда (○: только по утрам и вечерам)
- ｜: Все поезда проезжают
- ◆: Все поезда проезжают по праздникам и выходным
- ◇: Поезда идущие со станции Синдзюку проезжают
- ∥: Поезда не идут по данному участку пути

| Станция         | Японское название | Расстояние (км) | Расстояние (км) | Rapid | Comm. Rapid | Special Rapid | Ōme Special Rapid | Comm. Special Rapid | Chūō /Ōme Liners | Пересадки | Расположение |
| Станция         | Японское название | Между станциями | Всего           | Rapid | Comm. Rapid | Special Rapid | Ōme Special Rapid | Comm. Special Rapid | Chūō /Ōme Liners | Пересадки | Расположение |
| --------------- | ----------------- | --------------- | --------------- | ----- | ----------- | ------------- | ----------------- | ------------------- | ---------------- | --- | ------------ |
| Токио           | 東京              | -               | 0.0             | ●     | ●           | ●             | ●                 | ●                   | ●                | Тохоку-синкансэн, Дзёэцу-синкансэн, Нагано-синкансэн, Линия Яманотэ, Линия Кэйхин-Тохоку, Линия Токайдо, Линия Собу (Скорая), Линия Йокосука, Линия Кэйё Токайдо-синкансэн Линия Маруноути (M-17)                 | Тиёда        |
| Канда           | 神田              | 1.3             | 1.3             | ●     | ●           | ●             | ●                 | ●                   | ｜               | Линия Яманотэ, Линия Кэйхин-Тохоку Линия Гиндза (G-13) | Тиёда        |
| Отяномидзу      | 御茶ノ水          | 1.3             | 2.6             | ●     | ●           | ●             | ●                 | ●                   | ｜               | Линия Тюо-Собу Линия Маруноути (M-20), Линия Тиёда (Син-Отяномидзу) (C-12) | Тиёда        |
| Ёцуя            | 四ツ谷            | 0.8             | 6.6             | ●     | ●           | ●             | ●                 | ●                   | ｜               | Линия Тюо-Собу Линия Маруноути (M-12), Линия Намбоку (N-08) | Синдзюку     |
| Синдзюку        | 新宿              | 0.7             | 10.3            | ●     | ●           | ●             | ●                 | ●                   | ●                | Линия Яманотэ, Линия Тюо-Собу, Линия Сайкё, Линия Сёнан-Синдзюку Линия Одавара Линия Кэйо, Новая Линия Кэйо Линия Маруноути (M-08) Линия Синдзюку (S-01), Линия Оэдо (E-01, E-27) Линия Синдзюку (Сэйбу-Синдзюку) | Синдзюку     |
| Накано          | 中野              | 1.9             | 14.7            | ●     | ●           | ◇             | ●                 | ｜                  | ｜               | Линия Тодзай (T-01) | Накано       |
| Коэндзи         | 高円寺            | 1.4             | 16.1            | ◆     | ｜          | ｜            | ｜                | ｜                  | ｜               | | Сугинами     |
| Асагая          | 阿佐ケ谷          | 1.2             | 17.3            | ◆     | ｜          | ｜            | ｜                | ｜                  | ｜               | | Сугинами     |
| Огикубо         | 荻窪              | 1.4             | 18.7            | ●     | ●           | ｜            | ｜                | ｜                  | ｜               | Линия Маруноути (M-01) | Сугинами     |
| Ниси-Огикубо    | 西荻窪            | 1.9             | 20.6            | ◆     | ｜          | ｜            | ｜                | ｜                  | ｜               | | Сугинами     |
| Китидзёдзи      | 吉祥寺            | 1.9             | 22.5            | ●     | ●           | ｜            | ｜                | ｜                  | ｜               | Линия Инокасира | Мусасино     |
| Митака          | 三鷹              | 1.6             | 24.1            | ●     | ●           | ●             | ●                 | ｜                  | ｜               | | Митака       |
| Мусаси-Сакай    | 武蔵境            | 1.6             | 25.7            | ●     | ｜          | ｜            | ｜                | ｜                  | ｜               | Линия Тамагава | Мусасино     |
| Хигаси-Коганэи  | 東小金井          | 1.7             | 27.4            | ●     | ｜          | ｜            | ｜                | ｜                  | ｜               | | Коганеи      |
| Мусаси-Коганэи  | 武蔵小金井        | 1.7             | 29.1            | ●     | ｜          | ｜            | ｜                | ｜                  | ｜               | | Коганеи      |
| Кокубундзи      | 国分寺            | 2.3             | 31.4            | ●     | ●           | ●             | ●                 | ●                   | ｜               | Линия Кокубундзи, Линия Тамако | Кокубундзи   |
| Ниси-Кокубундзи | 西国分寺          | 1.4             | 32.8            | ●     | ｜          | ｜            | ｜                | ｜                  | ｜               | Линия Мусасино | Кокубундзи   |
| Кунитати        | 国立              | 1.7             | 34.5            | ●     | ｜          | ｜            | ｜                | ｜                  | ｜               | | Кунитати     |
| Татикава        | 立川              | 3.0             | 37.5            | ●     | ●           | ●             | ●                 | ●                   | ●                | Линия Омэ (сквозное сообщение), Линия Намбу Tama Toshi Monorail (Татикава-Кита, татикава-Минами) | Татикава     |
| Хино            | 日野              | 3.3             | 40.8            | ●     | ●           | ●             | на линию Омэ      | ｜                  | ｜               | | Хино         |
| Тоёда           | 豊田              | 2.3             | 43.1            | ●     | ●           | ●             | на линию Омэ      | ｜                  | ｜               | | Хино         |
| Хатиодзи        | 八王子            | 4.3             | 47.4            | ●     | ●           | ●             | на линию Омэ      | ●                   | ●                | Линия Иокогама, Линия Хатико Линия Кэйо (Кэйо-Хатиодзи) | Хатиодзи     |
| Ниси-Хатиодзи   | 西八王子          | 2.4             | 49.8            | ●     | ●           | ●             | на линию Омэ      | ｜                  | ｜               | | Хатиодзи     |
| Такао           | 高尾              | 3.3             | 53.1            | ●     | ●           | ●             | на линию Омэ      | ●                   | ●                | Линия Тюо (сквозное сообщение до станции Оцуки) Линия Такао | Хатиодзи     |

## Подвижной состав
Rapid・Commuter Special Rapid・Chūō Special Rapid・Ōme Special Rapid ・Commuter Rapid
- E233 series (с декабря 2006)

Chūō Liner / Ōme Liner
- E257 series (с июля 2002)
- E351 series (с 15 марта, 2008)

### Использованный в прошлом
- 72 series
- 101 series
- 103 series
- 201 series

Chūō Liner / Ōme Liner
- 183 series (14 марта, 1991 - 14 марта, 2008)